# Conus abbreviatus
Conus abbreviatus ist eine Meeresschnecke, die in den Meeren vor Hawaii vorkommt. Wie alle Mitglieder der Gattung Conus lebt Conus abbreviatus räuberisch und tötet seine Opfer – Borstenwürmer – mittels Gift. Conus abbreviatus wurde 1843 von Lovell Augustus Reeve erstmals beschrieben.

## Beschreibung
Die Höhe des kegelförmigen Gehäuses variiert und liegt bei ca. 30 mm. Auf der Schale sind leichte netzartige Furchen zu erkennen. Die Farbe der Schale ist hellblau und weist in regelmäßigen Abständen dunkelbraune Punkte auf. Die Punkte bei Conus abbreviatus ähneln denen von Conus miliaris, sind aber gleichmäßig auf der Oberfläche verteilt.
Da Conus abbreviatus auch für Menschen giftig sein kann, sollten lebende Exemplare unter äußerster Vorsicht behandelt werden.

## Verbreitung und Lebensraum
Conus abbreviatus lebt an den Hawaii-Inseln in der Gezeitenzone und darunter bis in Meerestiefen von etwa 15 m, ausnahmsweise bis 100 m. Er lebt hauptsächlich auf Sand und Algenrasen auf Untergrund aus Kalkstein.

## Entwicklungszyklus
Wie alle Kegelschnecken ist Conus abbreviatus getrenntgeschlechtlich, und das Männchen begattet das Weibchen mit seinem Penis. Das Weibchen legt unter Felsen etwa 9 bis 10 mm lange und 7 bis 9 mm breite Kapseln in parallelen Reihen auf Basalplatten auf festem Substrat ab. Eine Kapsel enthält etwa 1300 Eier, ein ganzes Gelege etwa 44.000 Eier. Die darin befindlichen Eier sind etwa 160 bis 180 µm groß und entwickeln sich zu frei schwimmenden Veliger-Larven. Die Planktonphase der Larven dauert nach Beobachtungen in Hawaii etwa 32 Tage, bevor sie niedersinken und zu kriechenden Schnecken metamorphosieren.

## Ernährung
Conus abbreviatus frisst Vielborster (Polychaeta), wobei sie den Euniciden Eunice antennata als Beute vorzieht, aber auch den Nereiden Perinereis helleri frisst.